# Nawracające zapalenie błony naczyniowej oka u koni

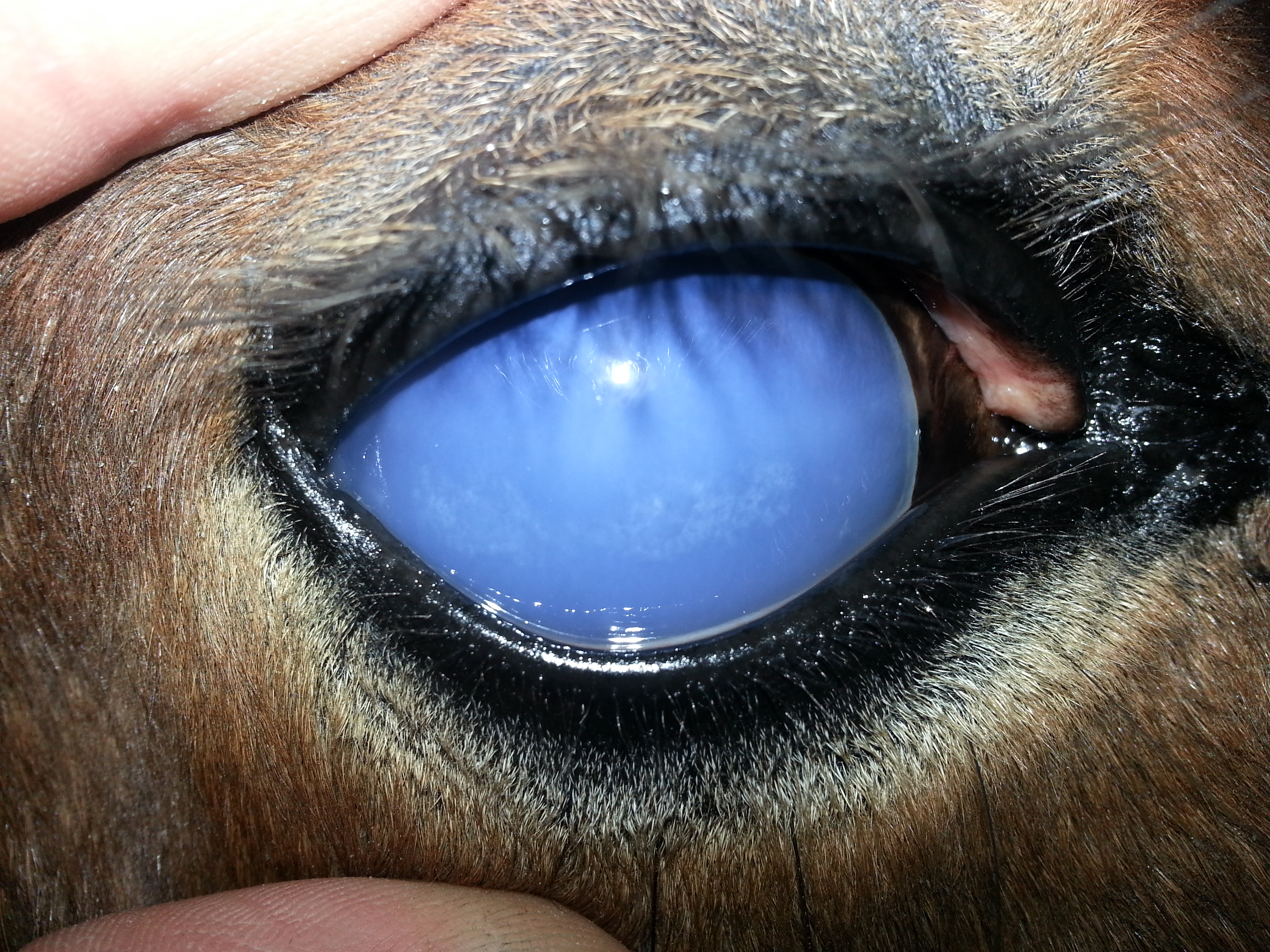
zmętnienie rogówki w przebiegu choroby u konia islandzkiego

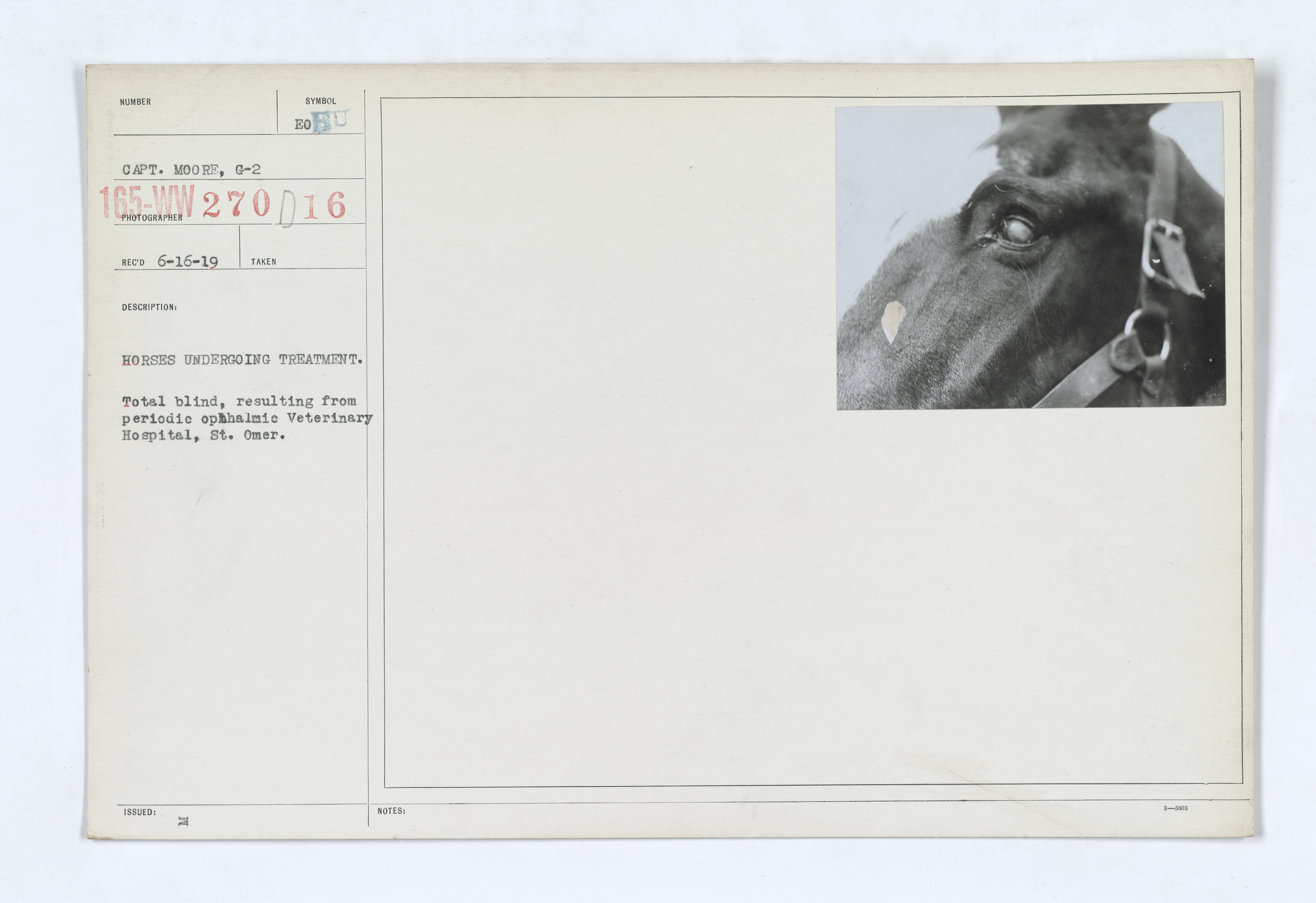
zaawansowane stadium choroby, widoczne pomniejszenie gałki ocznej

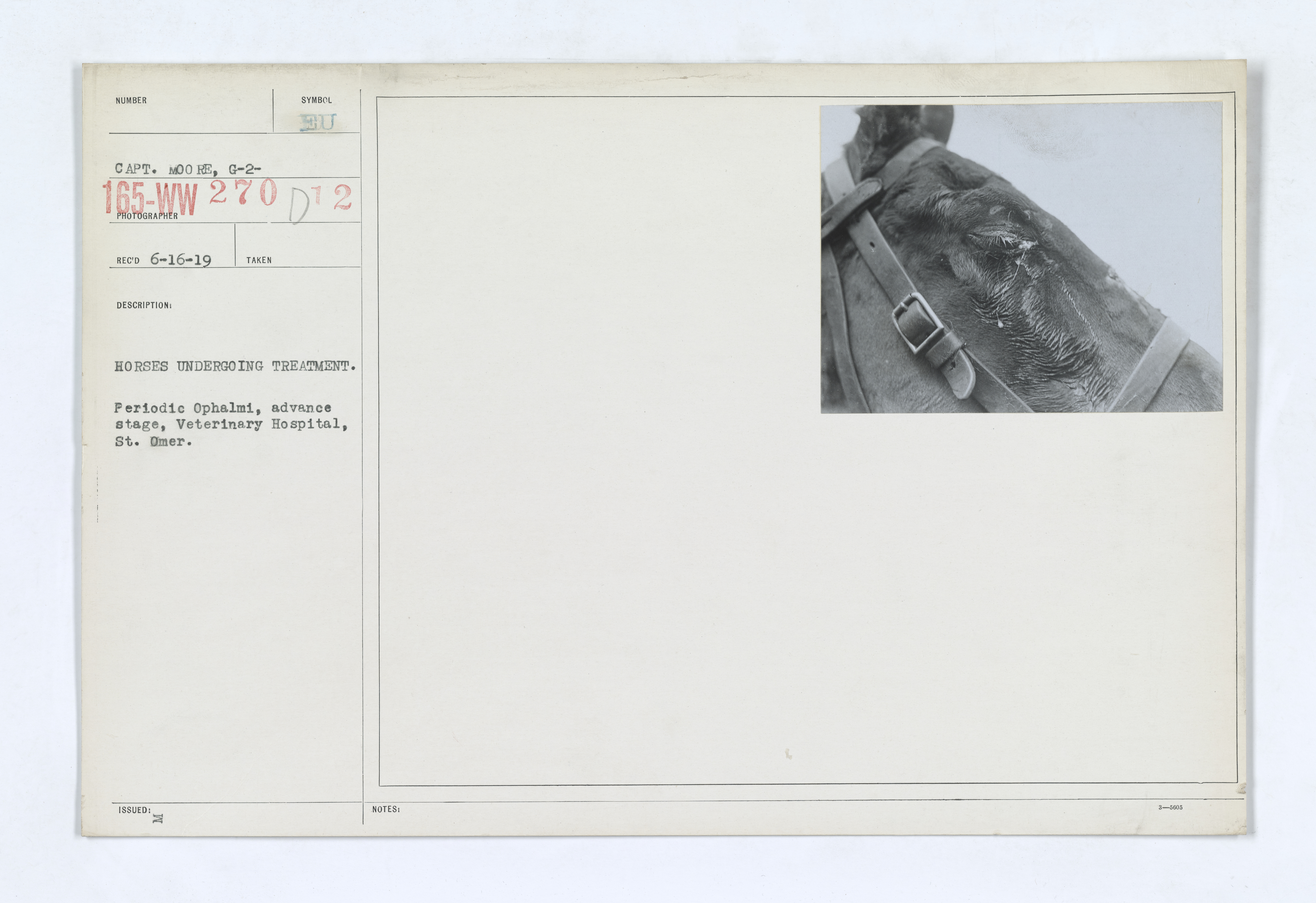
zaawansowane stadium choroby

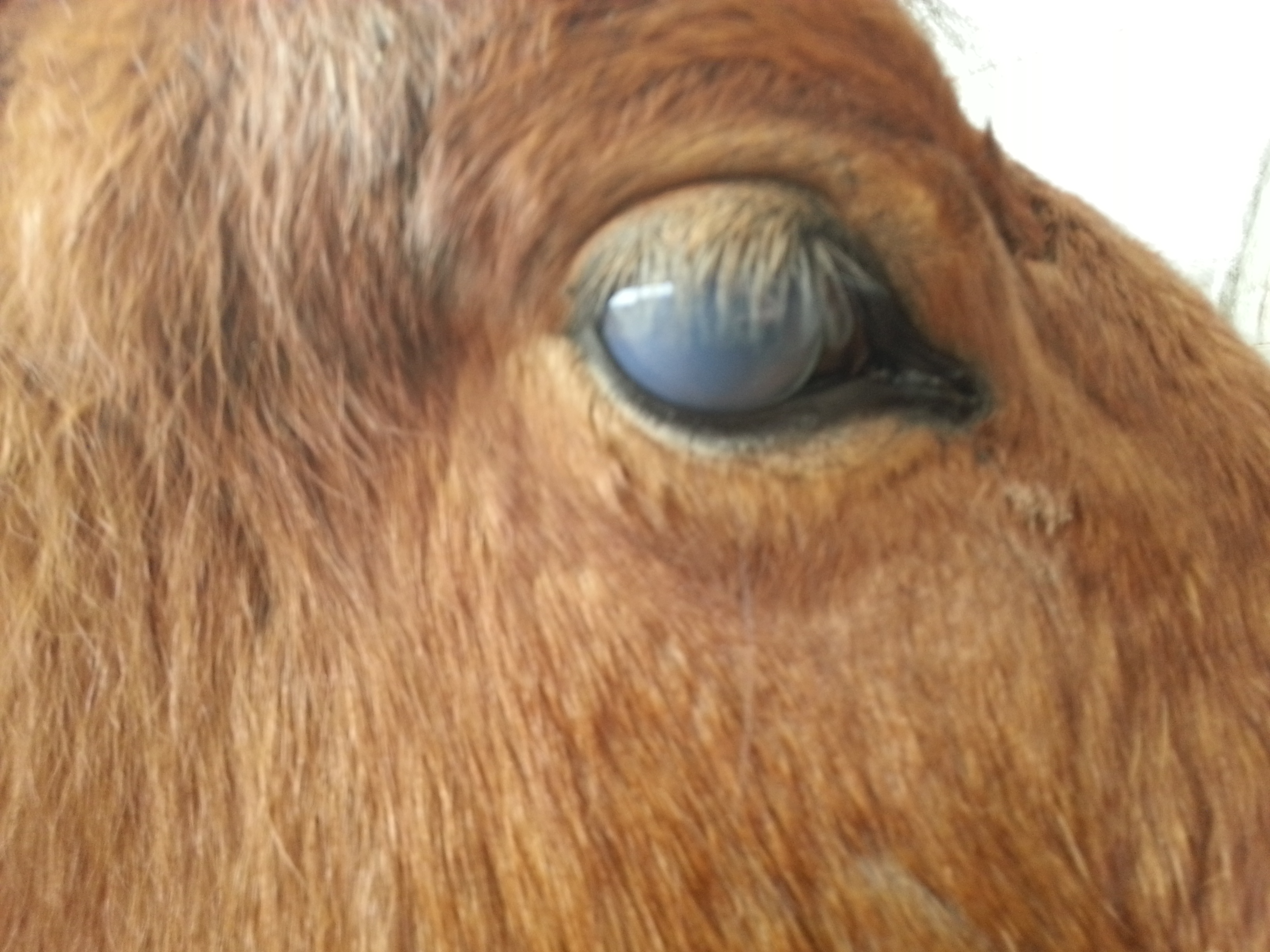
ERU u konia islandzkiego

Nawracające zapalenie błony naczyniowej oka u koni – choroba koni (łac. uveitis recidiva equi; ang. equine recurrent uveitis ERU), zwana zwyczajowo ślepotą miesięczną, okresowym zapaleniem oczu, ang. periodic ophthalmia, moon blindness, łac. morbus lunaticus. Jest to surowiczo-włóknikowe lub rzadziej surowiczo-krwotoczne zapalenie jednooczne lub obustronne błony naczyniowej oka (jagodówki) o przebiegu przewlekłym lub rzutowo-nawrotowym. Nawroty mogą występować w odstępie od tygodnia do kilku lat, zwykle z tendencją do rosnącej częstotliwości i intensywności stanu zapalnego. Choroba powoduje postępujące uszkadzanie struktur oka, aż do ślepoty i zaniku gałki ocznej.
Najczęstsza przyczyna ślepoty u koni. U około 1/3 pacjentów występuje obuocznie.
Średnia częstotliwość występowania to ok. 8-12%, według innych autorów zawiera się w zakresie 2-25%, w Europie dotyczy 8-10 % koni. Częściej dotyka koni w klimacie tropikalnym i wilgotnym.
Ze względu na powszechne późne zauważenie objawów przez opiekuna, wiele koni przy wstępnej diagnozie jest już ślepych (Kanada – 12 z 32 koni, tj. 38% przy wstępnym badaniu oraz 20 z 26 koni przy ostatnim badaniu, tj. 85%; południowowschodnia część USA – 96 z 338 koni, tj. 28%  przy wstępnym badaniu).

## Etiologia
Różne źródła wskazują różne przyczyny powstawania choroby. Obecne badania wskazują przede wszystkim na trzy główne czynniki (samodzielnie lub ich kombinację):
- proces autoimmunologiczny.[2][4][9][8][11]
- zakażenie leptospirą, od którego do wystąpienia objawów mogą minąć nawet lata[1][2][4][8][11]. Krętki tych bakterii, zależnie od badania i regionu, wykrywa się w 45%[5][12], a nawet 100% próbek pobranych od koni z ERU[11], ale niektóre wyniki, zależnie od metody, wskazują jedynie na 7%[13] do 30%[14]. Badania PCR usuniętych operacyjnie fragmentów ciał szklistych wskazują, że w około 60-70% przypadków jest w nich obecny jeden z genów (LipL32 i 16S rRNA) świadczących o leptospirozie, podczas gdy w kontrolnych próbkach ze zdrowych oczu geny wykrywane były w około 5%[2].
- genetyczne. Badania wykazały predyspozycje rasowe do częstotliwości występowania choroby, m.in. konie Appaloosa z homozygotyczną mutacją LP/LP (leopard spotting pattern) są 8-krotnie bardziej narażone na ERU[2][5][7][8][15][16]. Podobne wyniki uzyskano u koni Knabstrup[2][17]. Także pewne geny niemieckich koni gorącokrwistych wykazały korelację z częstszym występowaniem ERU[18]. W latach 80 w Wielkiej Brytanii zakazano używania w programach hodowlanych koni z występującą kataraktą, co spowodowało znaczące zmniejszenie się liczby wykrywanych przypadków ERU[2].

Niekiedy wskazywane są także inne potencjalne przyczyny choroby, m.in. zakażenie pasożytniczą mikrofilarią z rodzaju Onchocerca.

## Rozpoznanie
Diagnoza zwykle stawiana jest na podstawie objawów po badaniu oftalmoskopowym i historii pacjenta.
Możliwe badania to:
- ocena zrostów i stanu zapalnego przy rozszerzonej źrenicy (farmakologicznie lub poprzez wprowadzenie do ciemnego pomieszczenia)[1]
- ocena stanu rogówki po barwieniu fluoresceiną[7][8]
- ocena ciśnienia wewnątrzgałkowego za pomocą tonometra[8]
- ocena stanu ciała szklistego przy badaniu USG[4]

Badanie krwi pod kątem leptospirozy jest niemiarodajne, ponieważ u 80-100% koni wykrywane są antygeny. Bardziej miarodajny wynik daje zazwyczaj próbka cieczy wodnistej badana techniką MAR pod kątem przeciwciał lub PCR pod kątem kwasu nukleinowego leptospir. Przy ujemnym wyniku obu testów na 80% można wykluczyć zakażenie tymi krętkami (na wczesnym etapie zakażenie może nie zostać wykryte).  Niektóre źródła nie zalecają jednak tego badania ze względu na duże ryzyko uszkodzenia gałki ocznej i małą przydatność kliniczną (brak wpływu na wybór leczenia), nawet w przypadku wykrycia bakterii leptospiry.
W różnicowaniu należy uwzględnić m.in. urazy; stany zapalne o etiologii grzybiczej lub bakteryjnej; soczewkopochodne (wrodzone lub urazowe wady soczewki) zapalenie błony naczyniowej, jaskrę (u koni zwykle wtórną do zapalenia błony naczyniowej) oraz zapalenie rogówki (także w przebiegu zakażenia wirusem EHV-2, rzadziej EHV-1).

## Objawy i przebieg
U około 3% przebieg może być chroniczny, niemal bezobjawowy lub skąpoobjawowy, dopóki nie dojdzie do nieodwracalnych uszkodzeń struktur oka, co utrudnia zauważenie jej na wczesnym etapie przez opiekuna lub wpływa na mylną diagnozę w postaci lekkiego zapalenia spojówki (urazowego lub bakteryjnego). Najczęściej choroba przebiega jednak rzutami, z objawami ostrego stanu zapalnego, takimi jak:
- ból gałki ocznej
- zaburzenia widzenia
- światłowstręt
- skurcz powiek
- łzawienie
- zaczerwienienie spojówek
- zwężenie źrenicy
- obrzęk

Charakterystyczną cechą ERU jest obniżone ciśnienie w gałce ocznej (typowe to ok. 23,2 +/- 6,9 mm Hg, w zmienionej chorobowo gałce ocznej może się obniżyć nawet do 6–8 mm Hg, z okresową w trakcie rzutów nawet dwukrotnie wyższą od normalnej hipertensją).
Występujące w późniejszych etapach następuje degeneracja struktur oka, z bliznowaceniem, włóknieniem, zrostami i często występującą jaskrą wtórną. Typowe dla choroby objawy zależne są od części gałki ocznej zajętej przez stan zapalny:
- zapalenie tęczówki. Występują wymienione powyżej objawy stanu zapalnego, a ponadto zmętnienie brzeżne rogówki, początkowo w ogniskach przypominających chmury, aż do całkowitego zmętnienia rogówki i zapadnięcia gałki ocznej; występuje wysięk w przedniej komorze, przekrwienie i zmętnienie cieczy wodnistej o żółtawym zabarwieniu. Przy szybkim leczeniu zmiany mogą cofnąć się całkowicie, w innym wypadku dochodzi do zmian pęcherzykowatych i zrostów, przede wszystkim tęczówki z soczewką. Następuje zmętnienie soczewki oraz w następstwie jej zwichnięcia i podwichnięcia
- zapalenie ciałka rzęskowego i naczyniówki (rzadko różnicowane u koni). Zwykle występuje jedynie nieznaczna bolesność, utrudniająca wykrycie przez opiekuna, rzadziej przebiega z bolesnym zapaleniem rogówki. W postaci ostrej powoduje zmętnienie ciała szklistego o żółtawym zabarwieniu i postępujące formowanie się w nim złogów nieulegających wchłonięciu nawet po ustaniu stanu zapalnego. W przeciwieństwie do zmętnienia rozsianego, które cofa się po ustaniu stanu zapalnego, postępuje do zaćmy tylnej ściany torebki soczewki lub odwarstwienia siatkówki. Z czasem następuje zapadnięcie gałki ocznej
- zapalenie równoległe całej błony naczyniowej gałki ocznej. Przebieg łączący objawy dwóch wariantów powyżej. Może wystąpić jako początkowe stadium lub dopiero w zaawansowanej chorobie[1][2]

## Leczenie
Ze względu na nie do końca poznaną etiologię, choroba pozostaje obecnie nieuleczalna. Możliwe opcje terapeutyczne skupiają się przede wszystkim na zapobieganiu nawrotom oraz łagodzeniu objawów. W fazie ostrej polegają przede wszystkim na:
- wygaszaniu stanu zapalnego – podawane miejscowo i/lub systemowo kortykosteroidy. Miejscowo lekiem pierwszego wyboru są krople lub maści z deksametazonem[1][4][7][8], a także prednizolonem[4][7] i triamcynolonem (początkowo 4-6 razy dziennie). Alternatywą jest stosowanie zastrzyków podspojówkowych (lub doszklistkowych) z triamcynolonem, działających 7 – 10 dni.[7][8][10]. Jednak badania dotyczące zastrzyków z triamcynolonu są obecnie dość skąpe i były prowadzone na niewielkiej liczbie pacjentów z krótkim czasem obserwacji po zabiegu[2]. Działanie kropli lub maści zawierających hydrokortyzon pozostaje zbyt słabe dla celów terapeutycznych[8]. Opcjonalne jest podawanie systemowo (w postaci zastrzyków lub doustnie) kortykosteroidów takich jak prednizolon lub deksametazon, które jednak znacznie zwiększają ryzyko wystąpienia ochwatu.[7][8]
- zmniejszaniu bolesności – podawane systemowo, w postaci zastrzyków i/ lub doustnie niesteroidowe leki przeciwzapalne. W tym celu zalecane są jako pierwszego wyboru meglumina fluniksyny, stosowana do 3 m-cy (przy kontroli działania nerek przy stosowaniu >1 m-ca z racji potencjalnej toksyczności oraz kontroli układu pokarmowego z racji potencjalnego powstawania wrzodów przy stosowaniu NLPZ – można równolegle stosować leki z grupy prazoli)[4][8], fenylbutazon (jako lek pierwszego wyboru[1]lub drugiego wyboru[4][8]) i aspiryna oraz alternatywnie diklofenak, flurbiprofen[8] oraz suprofen i bromfenak[7]

- zapobieganiu zrostom, zaćmie powikłanej[1]oraz cykloplegii (porazeniu mięśnia rzęskowego odpowiedzialnego za akomodację[8] – rozszerzenie źrenicy poprzez podawaną miejscowo atropinę[1][4][7][8] (2-3 razy dziennie)[4][8]. Jeśli działanie atropiny jest niewystarczające można podawać dodatkowo hydrochlorek fenylefryny[4].
- działaniach wspomagających – kompresy na oko, ochrona przed światłem, ochrona przed owadami, ochrona przed urazami mechanicznymi spowodowanymi ocieraniem oka o płoty, przedmioty, ściany, żłoby, przednie kończyny.

Po opanowaniu stanu zapalnego i przy braku zmian zwyrodnieniowych oraz uszkodzeń wewnętrznych struktur oka zalecane jest leczenie zachowawcze i obserwacja okulistyczna (co 2-3 m-ce).
Przy częstych i/ lub ostrych nawrotach, poza wymienionymi wcześniej formami leczenia dostępne są także:
- miejscowe implanty cyklosporyny, które pomagają kontrolować stan zapalny[1][3][4][7][8][10] i działają od 2[2] do 3 lat[7], zmniejszając częstotliwość nawrotów[8]. Ich stosowanie i sprowadzanie nie jest legalne na terenie UE[2].
- usunięcie zmienionych chorobowo fragmentów ciała szklistego oka, witrektomia[1][2][3][4][8],  która zapobiega nawrotom z 98% skutecznością. Część autorów tłumaczy efektywność zabiegu usunięciem ognisk leptospiry oraz poprawą krążenia płynów, która zapobiega ponownemu zasiedleniu ciała szklistego przez te krętki.[1][2][7][8][12]
- w zaawansowanym stadium (ślepota przebiegająca ze zmniejszeniem gałki ocznej i/ lub bolesnością) zaleca się enukleację ze zszyciem powiek, celem zapobiegnięcia nawrotom, wtórnym stanom zapalnym, bolesności, łzotokowi oraz problemom z owadami.[1][7][8]

Systemowe podawanie antybiotyków przeciwko krętkom leptospiry nie jest skuteczne z uwagi na trudność z uzyskaniem odpowiedniego ich stężenia w gałce ocznej.
Dogałkowe podawanie antybiotyków przeciwko krętkom leptospiry wymaga dawek o wysokim stężeniu, stwarzając ryzyko uszkodzenia siatkówki.. Enrofloksacyna skuteczne przeciwko bakteriom leptospiry umożliwia osiągnięcie odpowiedniego stężenia w gałce ocznej, jednak jej podawanie tylko w około 1/3 przypadków eliminowało wykrywalne w płynie krętki. Alternatywą jest podawanie streptomycyny, tetracykliny lub penicyliny.
Od niedawna stosowane są również zastrzyki podspojówkowe z gentamycyny i rapamycyny.
W stadach, w których często pojawia się ERU możliwe jest stworzenie szczepionki specyficznej poprzez pobranie próbek od koni i wyhodowanie z nich leptospir (z racji wielu różnych serotypów trudne jest stworzenie szczepionki powszechnie skutecznej). By była skuteczna musi być podana przed wystąpieniem zakażenia. Istniejąca na rynku szczepionka dla psów zawiera, pośród innych, dwa serotypy leptospiry (Grippotyphosa i Bratislava), występujące także u koni.
Najnowsze badania wskazują na możliwość kontroli stanu zapalnego poprzez użycie miejscowo białek regulatorowych SOCS-1 (ang. supressor of cytokine signaling), często deficytowych w chorobach autoimmunologicznych

## Rokowanie
We wczesnej fazie  (bez silnych uszkodzeń struktur gałki ocznej) w przypadku witrektomii ERU ma dobre rokowanie pod kątem zachowania zdolności widzenia (ryzyko powikłań: zaćma pooperacyjna 3%, odklejenie siatkówki poniżej 1%, septyczne zapalenie wywołane najczęściej przez paciorkowce i gronkowce prowadzące zawsze do utraty wzroku poniżej 0,5%).
W przypadku zaawansowanych zmian (zmniejszenie gałki ocznej, zrosty tylne, zaćma, odwarstwienie siatkówki, soczewka z cechami zmian w wyniku procesu zapalnego) rokowanie pod kątem zachowania widzenia jest niepomyślne, ale pomyślne pod kątem zapobiegania bolesnym nawrotom choroby. Także w ślepym oku można dokonać witrektomii celem zapobiegania nawrotom, jako zabieg prostszy, mniej inwazyjny i prowadzący do mniejszej ilości powikłań niż usunięcie gałki ocznej.
Ocenia się, że ERU ostatecznie doprowadza do ślepoty od 47%do 56% koni dotkniętych chorobą, zaś 60% nie wraca już w pełni do poprzedniego użytkowania.

## Zapobieganie
Z racji niepoznanej do końca etiologii choroby zapobieganie jest trudne.
- przy założeniu, że czynnik dziedziczny odgrywa istotną rolę w chorobie, możliwe są testy genetyczne koni niektórych ras, np. Appaloosa[16]
- przy założeniu, że leptospiry przenoszone najczęściej w moczu gryzoni powodują chorobę, a przetrwaniu krętków sprzyja wilgoć, sugeruje się regularną deratyzację i utrzymywanie pasz w zamkniętych pojemnikach, a także unikanie wilgoci w stajni, podmokłych pastwisk oraz pojenie czystą, bieżącą wodą przy unikaniu wody stojącej.[1][2]

## Czytaj także
- https://www.mdpi.com/2076-2607/10/2/387 – język angielski, bardzo obszerny  artykuł zbierający całą dotychczasową wiedzę o ERU
- https://edoc.ub.uni-muenchen.de/11879/1/Hofmaier_Florian.pdf – język niemiecki
- https://magwet.pl/23476,eru-nawracajace-zapalenie-blony-naczyniowej-u-koni – język polski, artykuł dostępny odpłatnie
- https://www.vetpol.org.pl/dmdocuments/zw_2007_07_nawracajace_zapalenie_blony.pdf – język polski, ogólne omówienie choroby